# 20
20（二十、弐拾、貳拾、卄、廾、廿、にじゅう、はた、はたち）は自然数、また整数において、19の次で21の前の数である。

## 性質
- 20 は合成数であり、約数は 1, 2, 4, 5, 10, 20 である。
  - 約数の和は42。
    - 自身を除く約数の和は22で3番目の過剰数である。1つ前は18、次は24。

  - 約数の積は8000。
    - 約数の積の値がそれ以前の数を上回る10番目の数である。1つ前は18、次は24。(オンライン整数列大辞典の数列 A034287)
- 20 = 1 + 3 + 6 + 10
  - 4番目の三角錐数である。1つ前は10、次は35。
    - 4連続三角数の和で表せる最小の数である。次は34。(0も三角数であると定義すると1つ前は10)

  - 20 = 22 + 42
    - 異なる2つの平方数の和で表せる5番目の数である。1つ前は17、次は25。(オンライン整数列大辞典の数列 A004431)
    - 20 = 02 + 22 + 42
      - 3連続偶数の平方和で表せる数である。負の数を除くと最小、次は56。

    - 20 = 42 + 22
      - n = 2 のときの 4n + 2n = 22n + 2n = 2n(2n + 1) の値とみたとき1つ前は6、次は72。(オンライン整数列大辞典の数列 A063376)

    - 20 = 24 + 4
      - n = 4 のときの 2n + n の値とみたとき1つ前は11、次は37。(オンライン整数列大辞典の数列 A006127)

    - 20 = 24 + 22
      - n = 2 のときの n4 + n2 の値とみたとき1つ前は2、次は90。(オンライン整数列大辞典の数列 A071253)
- 20 = 4 × 5
  - 4番目の矩形数である。1つ前は12、次は30。
  - n = 2 のときの 4(2n + 1) の値とみたとき1つ前は12、次は28。
  - 20 = 41 + 42 = 52 − 51
    - 4の自然数乗の和とみたとき1つ前は4、次は84。

  - 20 = 2 + 4 + 6 + 8
  - 20 = 5 × 22
    - n = 2 のときの 5n2 の値とみたとき1つ前は5、次は45。(オンライン整数列大辞典の数列 A033429)
    - n = 2 のときの 5 × 2n の値とみたとき1つ前は10、次は40。(オンライン整数列大辞典の数列 A020714)
    - 2つの異なる素因数の積で p2 × q の形で表せる3番目の数である。1つ前は18、次は28。(オンライン整数列大辞典の数列 A054753)
- 2番目の原始擬似完全数である。1つ前は6、次は28。
- 正二十面体は最大の面の数をもつ正多面体である。1つ前は正十二面体。
- 20 = 12 + (12 + 22) + (12 + 22 + 32)
  - 20は最初から3番目までの四角錐数の和である。1つ前は6、次は50。(オンライン整数列大辞典の数列 A002415)
- 1/20 = 0.05
  - 逆数が有限小数になる7番目の数である。1つ前は16、次は25。
  - 自然数の逆数が小数第2位までの有限小数になるのは他に 1/4 = 0.25 , 1/25 = 0.04 , 1/50 = 0.02 , 1/100 = 0.01 である。
- 202 + 1 = 401 であり、n2 + 1 の形で素数を生む8番目の数である。1つ前は16、次は24。
- 九九では 4 の段で 4 × 5 = 20 （しごにじゅう）、5 の段で 5 × 4 = 20 （ごしにじゅう）と 2 通りの表し方がある。
- 20! = 2432902008176640000 である（19桁）。
- eπ − π は約 19.9991 であり、20 に非常に近い。
- 各位の和が20となるハーシャッド数の最小は3980、10000までに16個ある。
- 13番目のハーシャッド数である。1つ前は18、次は21。
  - 2を基とする2番目のハーシャッド数である。1つ前は2、次は110。
  - nを基とするn番目のハーシャッド数である。1つ前は1、次は21。
- 約数の和が20になる数は1個ある。(19) 約数の和1個で表せる10番目の数である。1つ前は15、次は28。
- パスカルの三角形の7段目の中央の数は20である。1つ前は6、次は70。
- 各位の和が2になる3番目の数である。1つ前は11、次は101。
  - 各位の和が桁数に等しくなる3番目の数である。1つ前は11、次は102。(オンライン整数列大辞典の数列 A061384)
- 各位の積が0になる3番目の数である。1つ前は10、次は30。(オンライン整数列大辞典の数列 A011540)
- {\displaystyle 20={\frac {4\times 5\times 6}{1+2+3}}} この形の1つ前は4、次は168。(オンライン整数列大辞典の数列 A110371)
- 20 = 52 − 32 + 22
  - n = 2 のときの 5n − 3n + 2n の値とみたとき1つ前は4、次は106。(オンライン整数列大辞典の数列 A135159)
- 20 = 13 − 23 + 33
  - n = 3 のときの |13 − 23 + … + (−1)n+1n3| の値とみたとき1つ前は7、次は44。(ただし| |は絶対値記号)(オンライン整数列大辞典の数列 A011934)
    - 正の数の値とみたとき1つ前は1、次は81。

  - n = 3 のときの 3n − 2n + 1n の値とみたとき1つ前は6、次は66。(オンライン整数列大辞典の数列 A083323)
- 20 = 3 × 4 × 5/3
  - n = 3 のときの n(n + 1)(n + 2)/3 の値とみたとき1つ前は8、次は40。(オンライン整数列大辞典の数列 A007290)
    - {\displaystyle 20=\sum _{k=1}^{3}k(k+1)}

## その他 20 に関連すること
- 20を、ラテン語では viginti（ウィーギンティー）、ギリシャ語では icosa という（接頭辞でも使われる）。
- 20倍を、二十重（はたえ）やヴァイヂンテュープル (vigintuple) という。
- 20歳を「はたち」というが、本来は「はた」が「20」を意味し、「はたち」は「20個」を意味していた。つまり、「○ち」という接尾辞は、9以下の「○つ」あるいは30以上の「○ぢ」という接尾辞と同根である。しかし、現代日本語では、「はたち」は専ら「20歳」という年齢の意味に用いられている。[要出典]
- 二十を「廿」とも書くが、これは「十」を2個組み合わせた合字。また大字の「念」は、「廿」の俗音「ネン」からの借用である。主に日付の表記に用いる（例：念五日 = 二十五日）[1]。なお、広島県に廿日市市が存在する。
- ヒトの手足の指の総和は、多指症等の場合を除き四肢に5本ずつで計20本となる（5本 × 4箇所 = 20本）。
- 二十進法は、特にマヤ文明で多く用いられ、西洋にも広く存在する。
- 様々な言語において、二十は特別扱いを受けることがある。言語によっては、四十を「二倍の廿」、百を「五倍の廿」という意味で呼ぶ国もある。
- 特に西洋においては、20 は多数を意味する数とされてきた。また、物を数える単位で、20個を1スコアという。
- 英語では twenty（トゥウェンティー、トゥエンティー）と表記される。英語の序数詞では、20th、twentieth となる。下2桁が 20 から 30, 40, …, 90 までの 10 ずつ区切りの数字は、英語の語尾に「-ty」が付く表現となる。
- ドイツ語では twanzig（ツヴァンツィヒ）と表記される。ドイツの序数詞では、20.、zwanzigst となる。下2桁が 20 から 30を飛ばして、 40, …, 90 までの 10 ずつ区切りの数字は、ドイツ語の語尾に「-zig」が付く表現となる。30のみdreißigとなる。
- 原子番号20の元素は、カルシウム (Ca)。
- 20 は、核物理学において、2, 8, 28, 50, 82, 126 と共に、魔法数の一つとして知られている。原子核中の陽子、もしくは、中性子の数がこれらの数である場合、その原子核は安定しやすくなる。
- 20 は、E24系列の標準数。
- バーコード規格、EAN の国コード20は、小売業インストアマーキング用。
- 第20代天皇は、安康天皇。
- 第20代内閣総理大臣は、高橋是清。
- 通算して第20代の征夷大将軍は、足利義持（室町幕府第4代将軍）。
- 大相撲第20代横綱は、梅ヶ谷藤太郎。
- アメリカ合衆国第20代大統領は、ジェームズ・ガーフィールド。
- アメリカ合衆国の20番目の州は、ミシシッピ州。
- 殷朝第20代帝は、小辛。
- 周朝第20代王は、匡王。
- 第20代ローマ教皇はファビアヌス（在位：236年1月-250年1月20日）である。
- タロットの大アルカナで XX は、審判。
- 易占の六十四卦で第20番目の卦は、風地観。
- クルアーンにおける第20番目のスーラはター・ハーである。
- 論語の篇数は全20篇。
- 漢詩の五言絶句は5×4＝20文字である。
- 国際電話番号の 20 は、エジプト。
- 結婚20周年記念日は、陶器婚式（陶婚式、磁器婚式）。
- G20 は、20ヶ国・地域の首脳会合および財務相・中央銀行総裁会議の参加国・団体。
  - 構成国・地域は、アルゼンチン、オーストラリア、ブラジル、カナダ、中国、フランス、ドイツ、インド、インドネシア、イタリア、日本、メキシコ、ロシア、サウジアラビア、南アフリカ共和国、韓国、トルコ、イギリス、アメリカ、欧州連合
- サッカーボールの一般的な形は、切頂二十面体。
- ルービックキューブは、いかなる状態からでも、最大でも20手で全面揃った状態に戻せることが証明されている。
- 1997年（平成9年）4月1日から2014年（平成26年）3月31日まで、消費税率は 1/20 (5%) 。税抜価格20円につき1円の消費税が掛かった。
- 2012年（平成24年）4月1日から現在まで、政令指定都市は全20市。
  - 札幌市、仙台市、さいたま市、千葉市、横浜市、川崎市、相模原市、新潟市、静岡市、浜松市、名古屋市、京都市、大阪市、堺市、神戸市、岡山市、広島市、北九州市、福岡市、熊本市
- 二十日月を更待月（ふけまちづき）という。
- 20世紀（二十世紀、廿世紀）に関する名称・事柄
  - 二十世紀は、ナシの品種。
  - 二十世紀が丘は、千葉県松戸市にある地名。
  - 20世紀フォックスは、アメリカの映画会社。
  - 廿世紀浴場は、1929年（昭和4年）建築の昭和初期モダン洋風銭湯（2007年廃業）。
  - 「所さんの20世紀解体新書」は、TBS系列で放送されていたバラエティ番組。
  - 「驚きももの木20世紀」は、朝日放送制作により、テレビ朝日系列で放送されていたドキュメンタリー番組。
  - 『20世紀少年』は、浦沢直樹の漫画、およびこれに基づいた映画。
  - V6 の年長組3人を「20th Century」通称トニセン、TC という。
    - 『Replay〜Best of 20th Century〜』は、20th Century のアルバム。

  - 『20世紀狂詩曲』は、聖飢魔IIのマキシシングル。
- JIS X 0401、ISO 3166-2:JPの都道府県コードの「20」は長野県。
- 20形鉄道車両
  - 国鉄20系客車
  - 国鉄ミキ20形貨車
  - 国鉄シキ20形貨車
  - 国鉄ソ20形貨車
  - 京成トキ20形貨車
- 大阪府高槻市に市営バスの「二十」（はたち）というバス停留所がある。
- A-20 ハヴォックは、アメリカの攻撃機。
- ANT-20 は、ソ連の大形航空機。
- F-20 タイガーシャークは、アメリカの戦闘機。
- M20 三裂星雲は、いて座にある散光星雲。
- X-20 ダイナソアは、アメリカの宇宙偵察機構想。
- 交響曲第20番
- ピアノ協奏曲第20番は、モーツァルトが作曲。
- 弦楽四重奏曲第20番は、モーツァルトが作曲したほか、フランツ・ヨーゼフ・ハイドンも作曲している。
- ピアノソナタ第20番
- 『恋の二十分』（原題：Twenty Minutes of Love）は、チャールズ・チャップリン監督・主演の喜劇映画。
- 「20歳の結婚」は、TBS系列で放送されたテレビドラマ。
- 怪人二十面相は、江戸川乱歩の小説に登場するキャラクター。
  - 『K-20 怪人二十面相・伝』は、『完全版 怪人二十面相・伝』が原作の映画。
- 『HISTORY P-20』は、コタニキンヤのアルバム。
- 『Ricken's 20 -WHO, YES & JAM- RECORD』は、Ricken's のアルバム。
- 『20th Anniversary B-side collection』は、工藤静香のアルバム。
- 『20』は、電気グルーヴのアルバム。
- 『20』は、家入レオのアルバム。
- 『20』は、吉井和哉のベスト・アルバム。
- 『20才になれば』は、桜田淳子のシングル。
- 『20粒のココロ』は、RYTHEM のシングル。
- 『20 -CRY-』は、加藤ミリヤのシングル。
- 『20th Summer』は、TUBE のDVD BOX。
- 第20軍
  - 大日本帝国陸軍第20軍
  - 第二次世界大戦時のドイツ陸軍第20山岳軍
  - アメリカ空軍第20空軍
  - 中国人民解放軍陸軍第20集団軍
- 各国の第20師団
- 第20連隊
  - 大日本帝国陸軍歩兵第20連隊
  - 陸上自衛隊第20普通科連隊
- 民法においては、2022年4月1日までは20歳をもって成人とされていた（この日以降は18歳で成人となる）。ほか、
  - 公職選挙法により、選挙権は以前は20歳からとされていた（2016年に18歳に引き下げ）。
  - 二十歳未満ノ者ノ飲酒ノ禁止ニ関スル法律により、20歳から飲酒できる。
  - 二十歳未満ノ者ノ喫煙ノ禁止ニ関スル法律により、20歳から喫煙できる。
  - 公営競技の投票券購入は、20歳から許される。
  - 道路交通法により、中型自動車の運転免許を20歳から取得できる。（ただし、普通免許、準中型免許または大型特殊免許を取得してから2年以上の運転経験が必要）
  - 鉄道営業法により、動力車操縦者運転免許を20歳から取得できる。

## 符号位置
| 記号 | Unicode | JIS X 0213 | 文字参照         | 名称                        |
| ---- | ------- | ---------- | ---------------- | --------------------------- |
| ⑳    | U+2473  | 1-13-20    | &#x2473; &#9331; | CIRCLED DIGIT TWENTY        |
| ⒇    | U+2487  | -          | &#x2487; &#9351; | PARENTHESIZED DIGIT TWENTY  |
| ⒛    | U+249B  | -          | &#x249B; &#9371; | DIGIT TWENTY FULL STOP      |
| ⓴    | U+24F4  | 1-12-20    | &#x24F4; &#9460; | DOUBLE CIRCLED DIGIT TWENTY |